# Acacia spectabilis
Acacia spectabilis és una espècie de planta de la família de les lleguminoses que es distribueix pel centre i est d'Austràlia. És un arbre que es troba sobre sòls ben drenats, dispersos, especialment en sòls al llarg de cursos d'aigua. És una espècie que s'usa per a la jardineria i la fabriació de mobles. Les llavors en són comestibles i la seva escorça conté tanins. És una espècie molt valorada en jardineria pel seu aspecte ornamental durant tot l'any. Té una floració de color gris platejat en el seu tronc i branques, que desapareix parts baixes lleugerament a mesura que envelleix.
És resistent en zones gelades. Les fulles pinnades són d'uns 10 cm de llarg, llises i glauques.
Una onada de calor al final d'agost pot portar unes quantes flors primerenques, però setembre a octubre és la temporada principal. Les flors són bastant grans, boles de bona estructura i un clar color groc daurat - un dels més brillants entre les acàcies. El pes de les flors sovint porta les branques cap avall. Un lleuger aroma és notable quan l'arbre està en flor. Després de la floració en general es va penjar amb beines de llavors que tenen una floració porpra.
Acacia spectabilis va ser descrita per Nees ex Steud. i publicada a Three Exped. Australia (ed. ?) 2: 20. 1838. (Three Exped. Australia (ed. ?))

## Etimologia
- Acàcia: nom genèric derivat del grec ακακία (akakia), que va ser atorgat pel botànic grec Pedanius Dioscorides (A.C. 90-40) per l'arbre medicinal A. nilotica en el seu llibre De Materia Medica.[4] El nom deriva de la paraula grega, ακις (akis, espines).[5]
- spectabilis: epítet especific que fa referència a l'aparença, la paraula significa notable, admirable, espectacular, vistós.[6]